# Bianca Del Carretto
Bianca Del Carretto (n. 28 august 1985, Rapallo) este o scrimeră italiană specializată pe spadă, campioană europeană în 2014. Cu echipa Italiei a fost campioană europeană în 2007 și campioană mondială în 2009.

## Palmares
Clasamentul la Cupa Mondială
| An  | 2003 | 2004 | 2005 | 2006 | 2007 | 2008 | 2009 | 2010 | 2011 | 2012 | 2013 | 2014 | 2015 |
| --- | ---- | ---- | ---- | ---- | ---- | ---- | ---- | ---- | ---- | ---- | ---- | ---- | ---- |
| Loc | 41   | 53   | 29   | 62   | 15   | 16   | 35   | 12   | 3    | 27   | 22   | 23   | 13   |

## Legături externe
Materiale media legate de Bianca Del Carretto la Wikimedia Commons
- Prezentare Arhivat în 3 aprilie 2015, la Wayback Machine. la Confederația Europeană de Scrimă